# Georg Jellinek
Georg Jellinek (ur. 16 czerwca 1851 w Lipsku, zm. 12 stycznia 1911 w Heidelbergu) – niemiecki prawnik, znawca prawa państwowego i teoretyk prawa, profesor uniwersytetów w Wiedniu, Bazylei i Heidelbergu. Rektor uniwersytetu w Heidelbergu.
Przedstawiciel pozytywizmu prawniczego, zajmował się teorią państwa i prawa, podkreślając rolę gwarancji zapewniających poszanowanie prawa, z których najbardziej istotne były czynniki kulturowe. Autor m.in. dzieł: Ogólna nauka o państwie, System publicznych praw podmiotowych, Prawo mniejszości, Prawna natura umów państwowych.
Opracował klasyczną trójelementową koncepcję państwa, definiując je jako organizację osiadłego na określonym terytorium narodu, wyposażoną w bezpośrednią władzę zwierzchnią. Definiując państwo wskazał trzy istotne elementy: władza – jako czynnik najistotniejszy, przymiot suwerenności, terytorium, na którym władza jest sprawowana oraz ludność tej władzy poddana.

## Literatura
- Jarosław Kostrubiec, Nauka o państwie w myśli Georga Jellinka, Wydawnictwo Uniwersytetu Marii Curie-Skłodowskiej, Lublin 2015, ss. 200.
- Jarosław Kostrubiec, Georg Jellinek – klasyk niemieckiej nauki o państwie (w 95. rocznicę śmierci), Studia Iuridica Lublinensia 2006, tom VII, s. 39–68.
- Jarosław Kostrubiec, Georg Jellinek. Portret polityczny uczonego, Annales Universitatis Mariae Curie-Skłodowska, Lublin – Polonia, Sectio G, vol. LII/LIII, 2005/2006, s. 61–70.
- Jarosław Kostrubiec, Typy historyczne państwa Georga Jellinka, [w:] Idee jako źródło instytucji politycznych i prawnych, pod red. L. Dubela, Wydawnictwo Marii Curie-Skłodowskiej, Lublin 2003, s. 429–451.
- Jarosław Kostrubiec, Próba współczesnej interpretacji klasycznej definicji państwa Georga Jellinka, [w:] Doktryny polityczne i prawne u progu XXI wieku, pod red. M. Maciejewskiego, M. Marszała, Wrocław 2002, s. 375–382.
- Jarosław Kostrubiec, U źródeł badań prawniczych nad państwem, „Studia Iuridica Lublinensia”, tom VIII, Lublin 2006, s. 9–27.